# 마농 브뤼네
마농 브뤼네(프랑스어: Manon Brunet, 1996년 2월 7일~)는 프랑스의 펜싱 선수로 주 종목은 사브르이다. 2020년 하계 올림픽 여자 사브르 단체전 은메달과 개인전 동메달을 획득했고 2024년 하계 올림픽 여자 사브르 개인전에서 금메달을 획득했다.

## 경력
2015년, 2016년 세계 주니어 선수권 대회에서 개인전 준우승을 차지했으며, 2014년 유럽 선수권 대회와 세계 선수권 대회에서 단체전 은메달을 획득했다. 이후 2016년 하계 올림픽에서는 개인전 4위에 올랐으며, 2018년 세계 선수권 대회에서는 단체전 우승을 차지했다.
2021년에는 2020년 하계 올림픽에 참가하여 단체전 은메달을 획득했고 헝가리의 마르톤 언너를 꺾고 개인전 동메달을 획득했다. 2024년에는 파리에서 열린 2024년 하계 올림픽에서 대표팀 동료인 사라 발제르를 꺾고 개인전 금메달을 획득했다.